# Triathlon EDF Alpe d’Huez

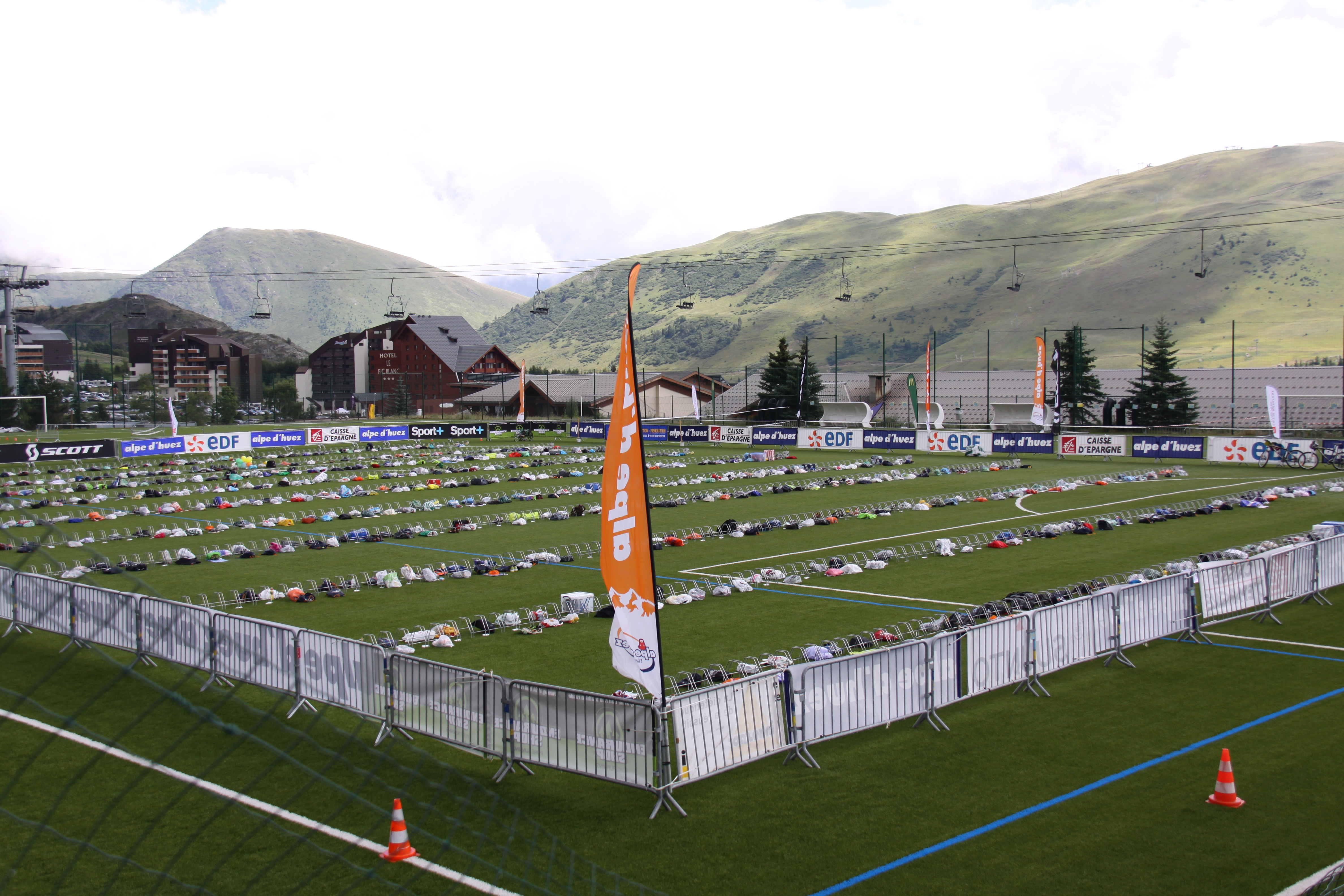
Die wohl höchstgelegene Wechselzone der Welt in Alpe d'Huez.

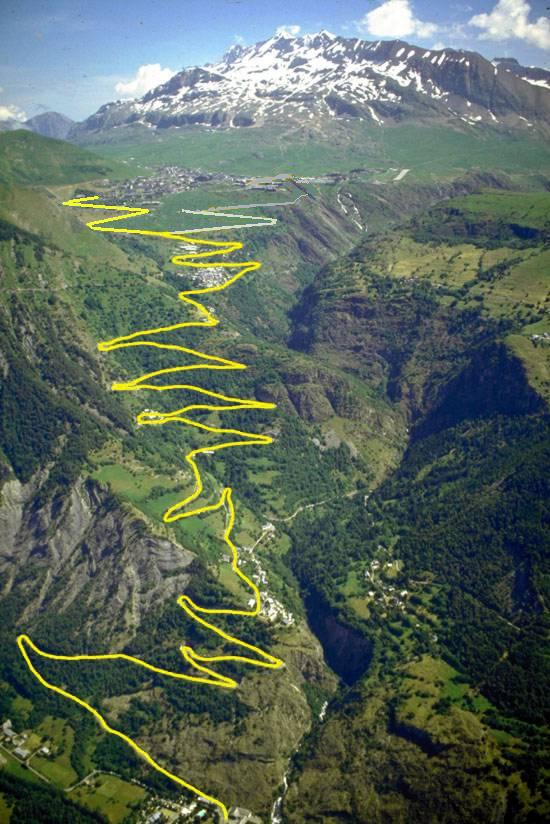
Die weltberühmten 21 Kehren von Alpe d'Huez.

Der Triathlon EDF Alpe d’Huez, ist eine nach dem Sponsor EDF (Électricité de France) benannte Triathlon-Sportveranstaltung, die seit 2006 jährlich in Frankreich ausgetragen wird.

## Organisation
Der Triathlon EDF Alpe d’Huez wurde im Jahr 2006 vom Langdistanz-Triathlonweltmeister Cyrille Neveu gegründet. Der Kurz- und Langdistanz-Triathlon zählt seither zu den berühmtesten Nicht-ITU- und Nicht-F.F.TRI.-Wettkämpfen in Frankreich.
Im Jahr 2009 nahmen 671 Sportler an der Langdistanz teil (516 Finisher) und 839 an der Kurzdistanz (749 Finisher), 62 Prozent der Teilnehmer waren Franzosen. 2010 waren zwei Wochen vor dem Triathlon 943 Teilnehmer für den Langdistanz-Triathlon und 1150 für die Kurzdistanz gemeldet.
Die meisten Alpe-d’Huez-Gewinner sind internationale Profi-Triathleten, so siegte auf der Langdistanz 2007 und 2008 die Britin Chrissie Wellington und 2009 die Schweizerin Nicola Spirig. Auf der Kurzdistanz konnten häufig Franzosen Gold gewinnen: Delphine Pelletier, Hervé Faure, Bertrand Billard, Frédéric Belaubre und Charlotte Morel.
Charlotte Morel, U23-Landesmeisterin der Jahre 2009 und 2010, gewann 2007 den Sprint- und 2008 den Sprint- und Kurz-Triathlon. 2009 kam sie bei einem Ausweichmanöver zu Sturz und auch 2010 konnte sie nach dem Höhen-Trainingslager in Alpe d’Huez nicht am Triathlon teilnehmen. 2012 siegte sie erneut.
Seit 2019 ist der Triathlon Alpe d’Huez fester Bestandteil der europaweiten Serie „European Triathlon League“ von „Spirit Multisport“. Die neu gegründete Serie umfasste 2019 vier Triathlon Veranstaltungen in vier Ländern:
- Triathlon de Portocolom (14. April 2019)
- Chiemsee Triathlon (30. Juni 2019)
- Triathlon Alpe d’Huez (25. Juli 2019)
- Trans Vorarlberg Triathlon (25. August 2019)

### Strecke
Der Triathlon wird in einer langen und einer kurzen Distanzvariante ausgetragen. Beide beginnen mit einer Schwimmstrecke im Stausee Lac du Verney, die Radstrecke endet mit einem Tour-de-France-Anstieg der höchsten Kategorie, im Skiort Alpe d’Huez mit seinen 21 legendären, 1120 Meter ansteigenden Kehren. Daran schließt sich eine Laufstrecke in einer Höhe von 1800 bis 2000 m an.
Auf der Langdistanz sind 2,2 km Schwimmen, 115 km Radfahren und 22 km Laufen zu absolvieren:
- Die 115 km lange Radstrecke führt vom Lac du Verney (770 m) über Séchilienne (385 m), Alpe du Grand Serre (1375 m), Valbonnais (790 m), den Col d’Ornon (1367 m), Le Bourg-d’Oisans (730 m) nach Alpe d’Huez (1850 m).
- Die Laufstrecke besteht aus drei Runden.[4][5]

Auf der Kurzdistanz geht der Triathlon über 1,2 km Schwimmen, 28 km Radfahren und 6,7 km Laufen.

Sporadisch wurde auch ein Sprint-Triathlon ausgetragen, der nach Vaujany führte.
Außerdem findet ein dreigeteilter Duathlon statt, mit 6,5 km Laufen ab Le Bourg-d’Oisans, einem 15 km langen Bergfahren am Anstieg nach Alpe d’Huez und 2,5 km Laufen in 2000 m Höhe.

## Siegerliste
| Jahr | Sprintdistanz | Sprintdistanz  | Sprintdistanz       | Kurze Distanz – Courte Distance (CD) | Kurze Distanz – Courte Distance (CD) | Kurze Distanz – Courte Distance (CD) | Lange Distanz – Longue Distance (LD) | Lange Distanz – Longue Distance (LD) | Lange Distanz – Longue Distance (LD) |
| Jahr | Datum         | Männer         | Frauen              | Datum                                | Männer                               | Frauen                               | Datum                                | Männer                               | Frauen                               |
| ---- | ------------- | -------------- | ------------------- | ------------------------------------ | ------------------------------------ | ------------------------------------ | ------------------------------------ | ------------------------------------ | ------------------------------------ |
| 2025 |               |                |                     | 31. Juli 2025                        |                                      |                                      | 30. Juli 2025                        | Jon Breivold                         | Alanis Siffert -2-                   |
| 2024 |               |                |                     | 26. Juli 2024                        | Mikkel Arrassate                     | Salomé De Barthez                    | 25. Juli 2024                        | Clément Grandy                       | Alanis Siffert                       |
| 2023 |               |                |                     | Juli 2023                            | Kevin Tarek Vinuela Gonzalez         | Audrey Merle                         | Juli 2023                            | Nathan Guerbeur                      | Jeanne Collonge -2-                  |
| 2022 |               |                |                     | 29. Juli 2022                        | Leon Pauger                          | Célia Merle -2-                      | 28. Juli 2022                        | Leon Chevalier                       | Bárbara Riveros Díaz                 |
| 2021 |               |                |                     | 30. Juli 2021                        | Koen Veramme                         | Célia Merle                          | 29. Juli 2021                        | Clément Mignon                       | Emma Bilham -2-                      |
| 2019 | 24. Juli 2019 | Emile Blondel  | Anna Noguera        | 26. Juli 2019                        |                                      |                                      | 25. Juli 2019                        | Romain Guillaume                     | Daniela Ryf                          |
| 2018 | -             | -              | -                   | 2018                                 | Tom Richard                          | Justine Guérard                      | 2018                                 | Frederik Van Lierde                  | Emma Bilham                          |
| 2017 | -             | -              | -                   | 28. Juli 2017                        | Anatole Giraud-Telme                 | Julie Derron                         | 27. Juli 2017                        | Christian Kramer                     | Tine Deckers                         |
| 2016 | -             | -              | -                   | 28. Juli 2016                        | Dan Wilson -2-                       | Andrea Hewitt                        | 27. Juli 2016                        | James Cunnama -2-                    | Jeanne Collonge                      |
| 2015 | -             | -              | -                   | 1. Aug. 2015                         | Frédéric Belaubre -2-                | Charlotte Morel -3-                  | 31. Juli 2015                        | Arnaud Guilloux                      | Emma Pooley                          |
| 2014 | -             | -              | -                   | 31. Juli 2014                        | Tom Richard                          | Emma Jackson -2-                     | 30. Juli 2014                        | Todd Skipworth                       | Catriona Morrison -2-                |
| 2013 | -             | -              | -                   | 25. Juli 2013                        | Etienne Diemunsch                    | Emma Jackson                         | 24. Juli 2013                        | Ritchie Nicholls                     | Mary Beth Ellis -2-                  |
| 2012 | -             | -              | -                   | 26. Juli 2012                        | Dan Wilson                           | Charlotte Morel -2-                  | 24. Juli 2012                        | Victor Del Corral Morales -2-        | Mary Beth Ellis                      |
| 2011 | -             | -              | -                   | 28. Juli 2011                        | Tim Don                              | Nicola Spirig                        | 27. Juli 2011                        | Victor Del Corral Morales            | Catriona Morrison                    |
| 2010 | -             | -              | -                   | 29. Juli 2010                        | Alberto Casadei                      | Eva Janssen -2-                      | 28. Juli 2010                        | James Cunnama                        | Jodie Swallow                        |
| 2009 | ?             | ?              | ?                   | 30. Juli 2009                        | Frédéric Belaubre                    | Eva Janssen                          | 29. Juli 2009                        | Massimo Cigana                       | Nicola Spirig                        |
| 2008 | 27. Juli 2008 | Julien Loy -2- | Charlotte Morel -2- | 31. Juli 2008                        | Bertrand Billard                     | Charlotte Morel                      | 30. Juli 2008                        | Marcus Ornellas                      | Chrissie Wellington -2-              |
| 2007 | 29. Juli 2007 | Julien Loy     | Charlotte Morel     | 2. Aug. 2007                         | Hervé Faure                          | Tameka Day                           | 1. Aug. 2007                         | Reinaldo Colucci                     | Chrissie Wellington                  |
| 2006 | -             | -              | -                   | 2. Aug. 2006                         | Reinaldo Colucci                     | Delphine Pelletier                   | -                                    | -                                    | -                                    |

## Galerie

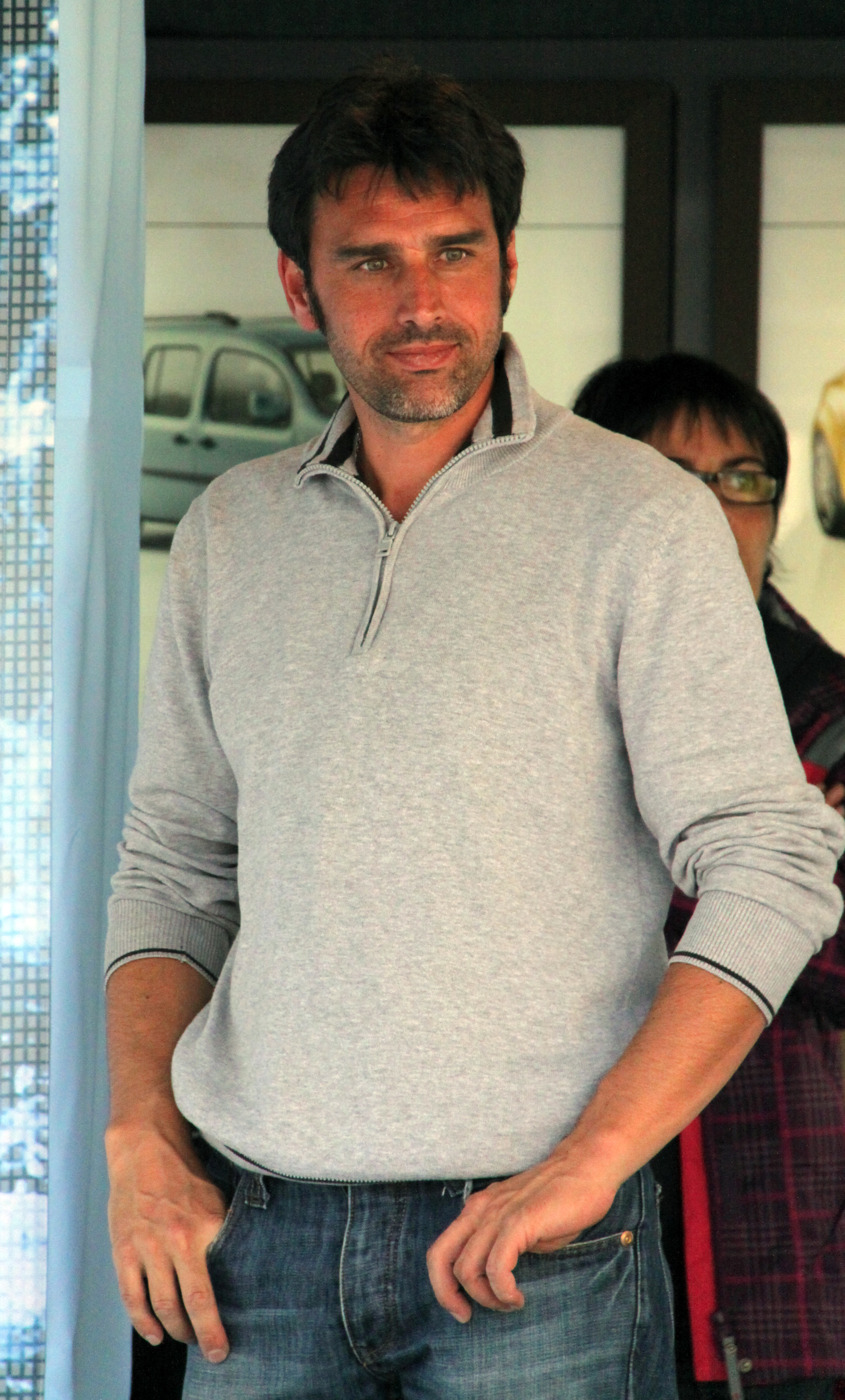
Cyrille Neveu – Begründer des Triathlon de l'Alpe d'Huez.
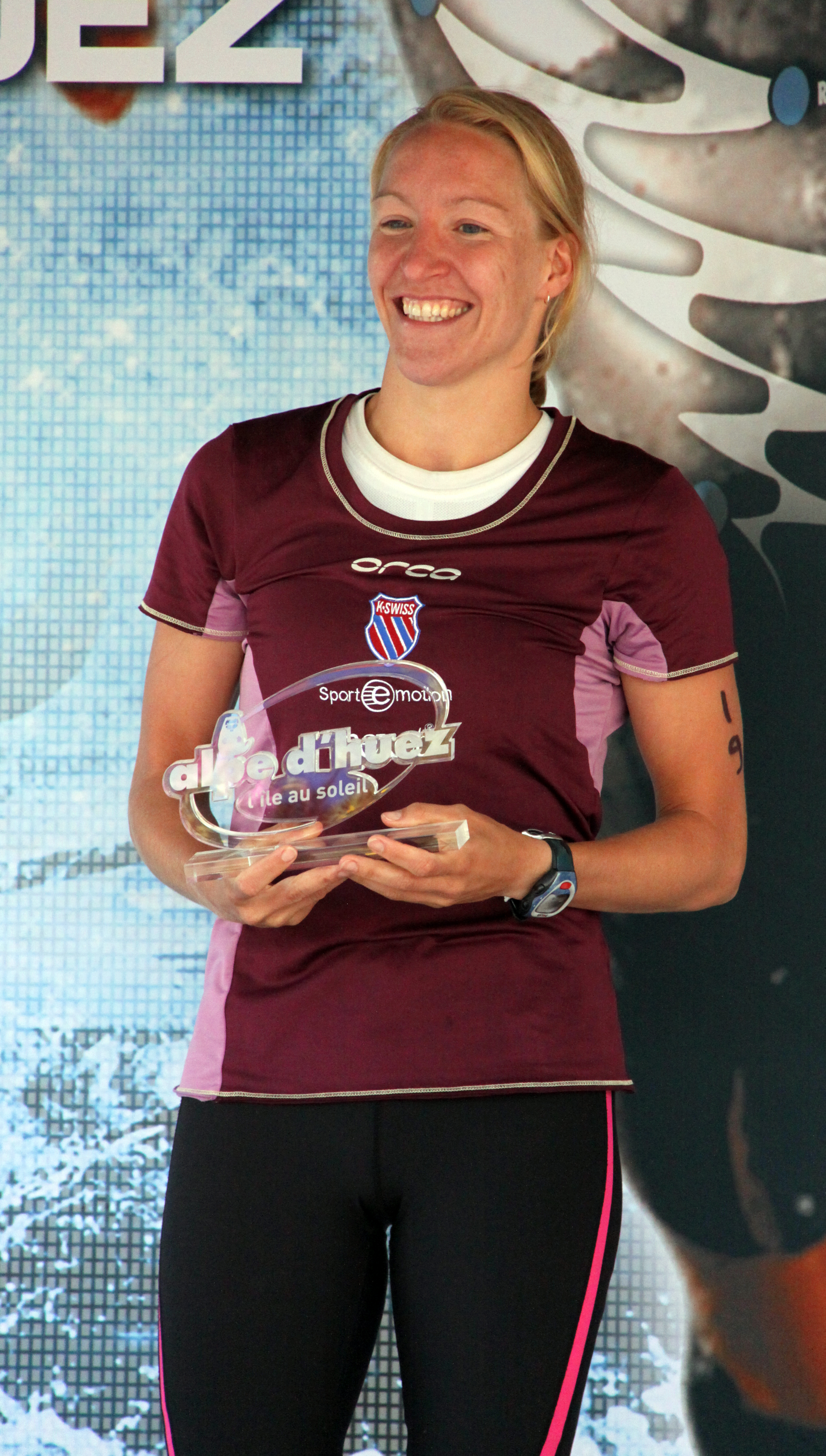
Eva Janssen – Kurzdistanz-Gewinnerin 2009 und 2010.
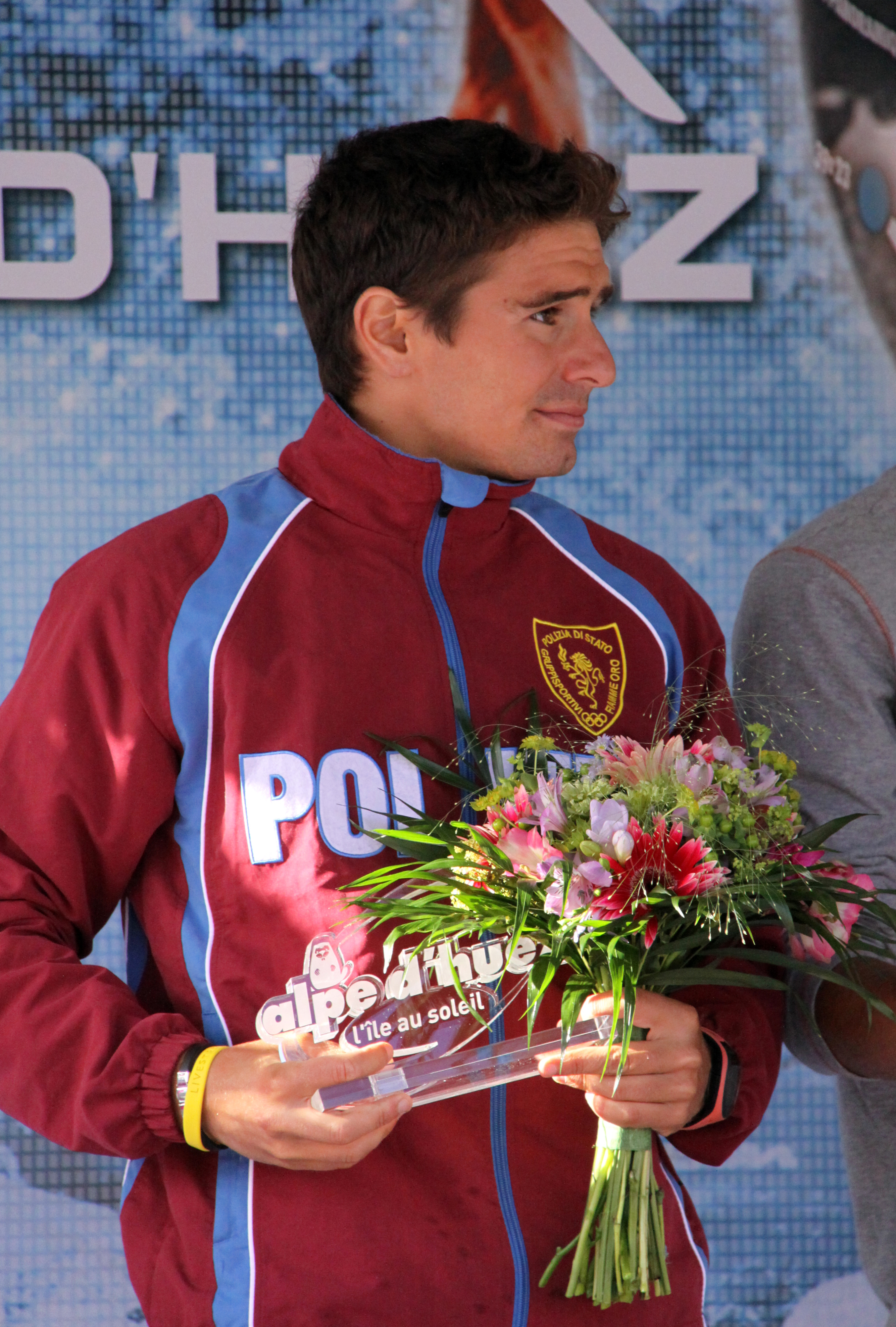
Alberto Casadei – Kurzdistanz-Gewinner 2010.
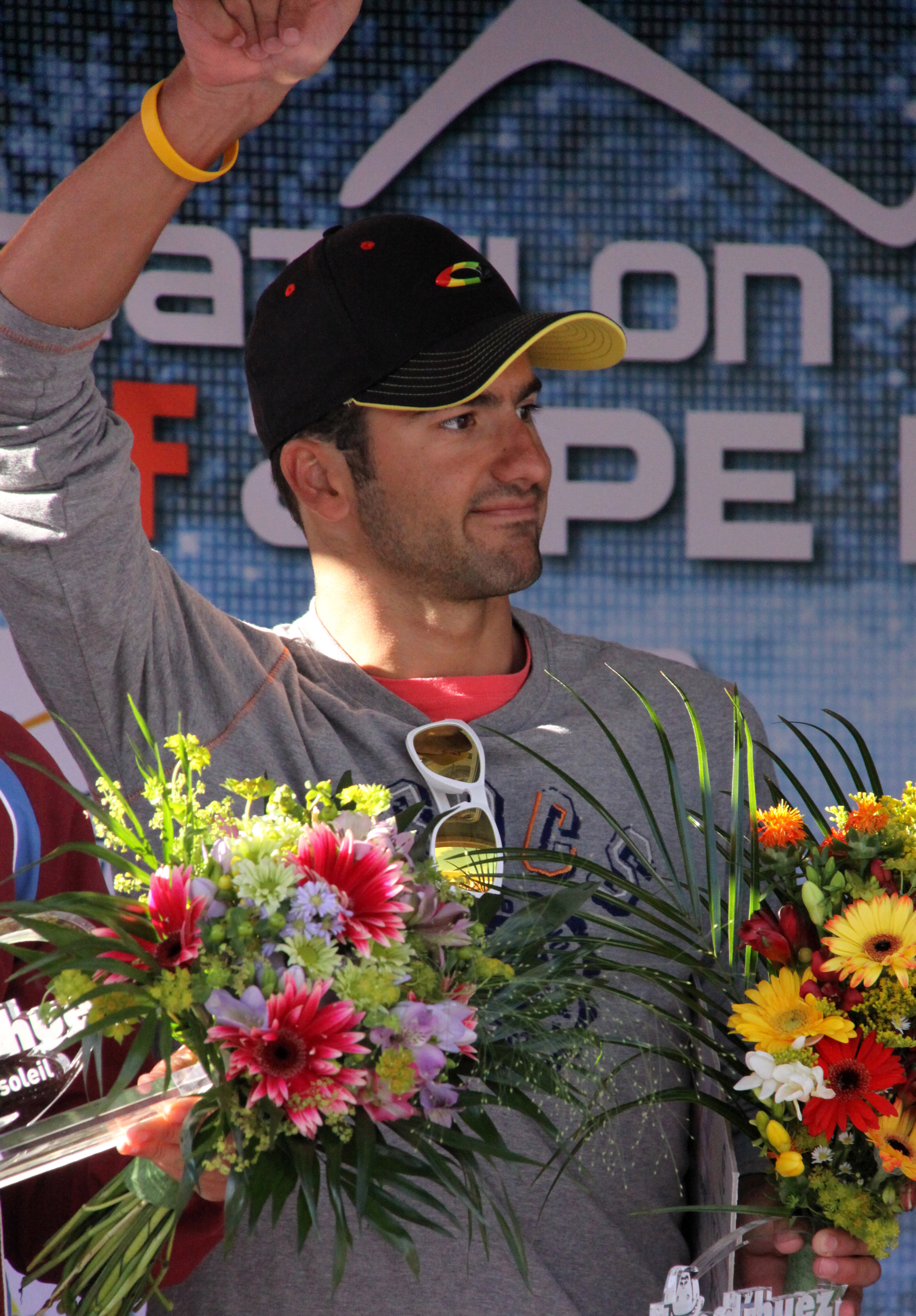
Francesc Godoy – Kurzdistanz-Zweiter 2010.
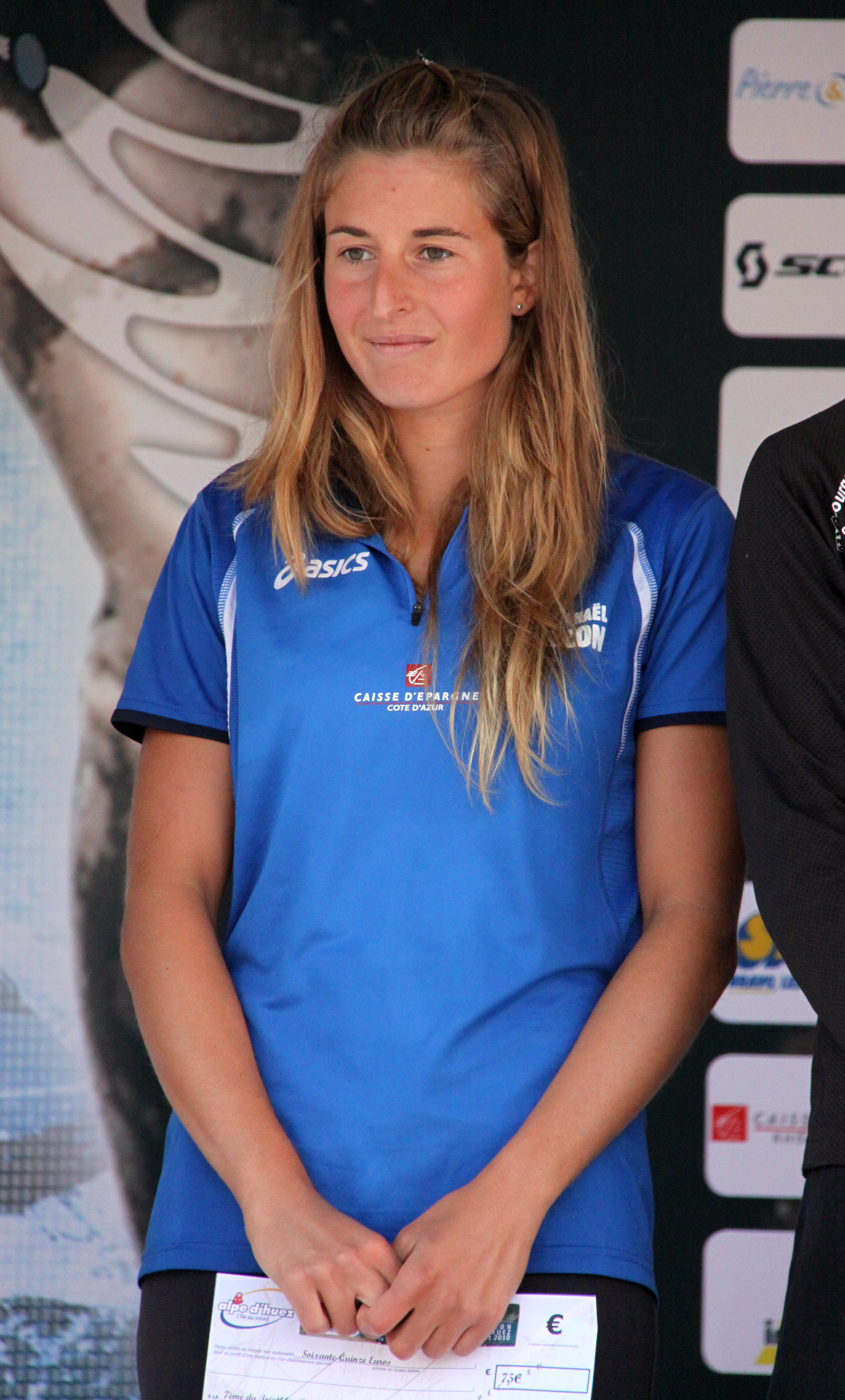
Camille Donat – Kurzdistanz-Zweite 2009 und -Siebte 2010.
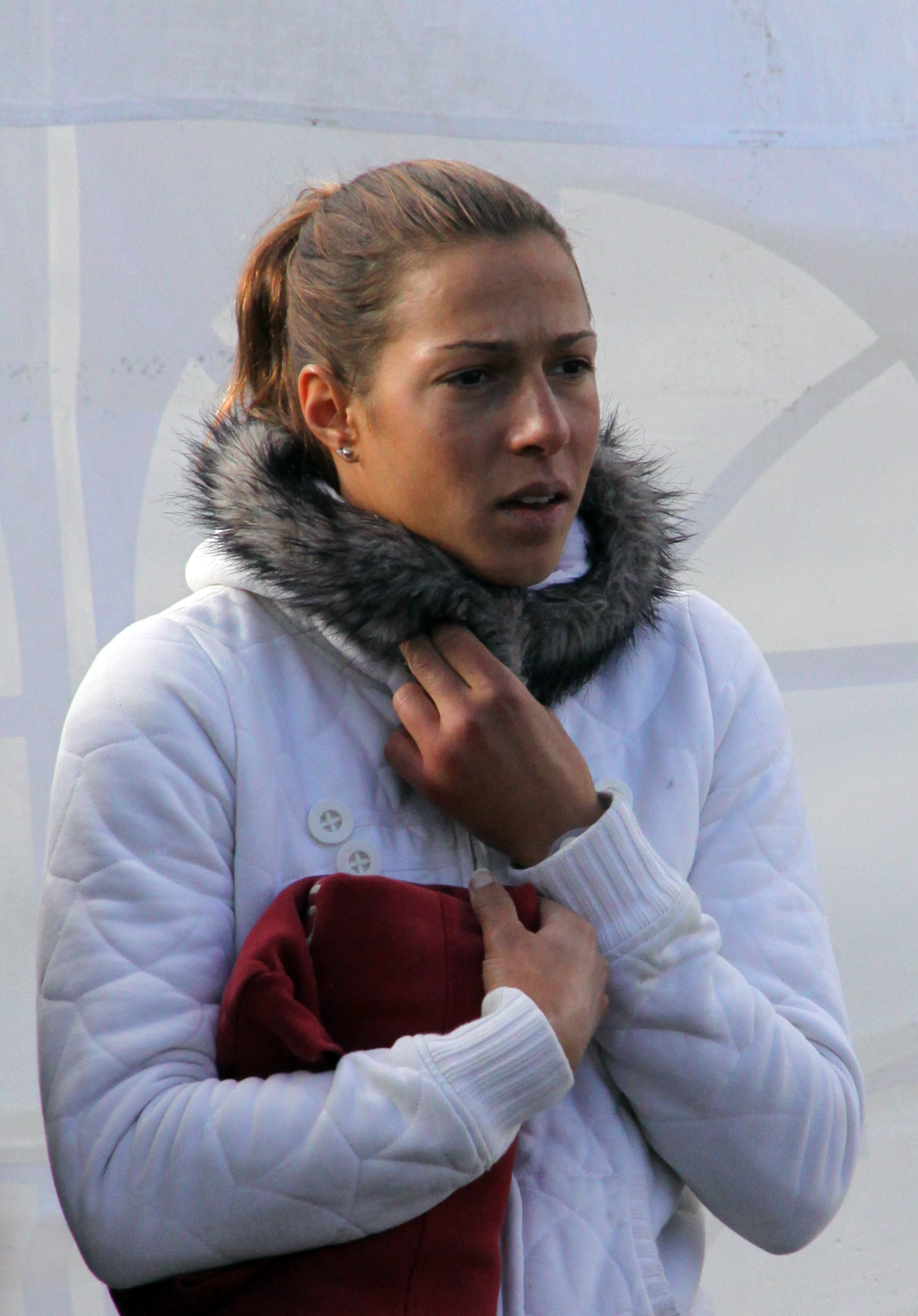
Charlotte Morel – Kurzdistanz-Gewinnerin 2010 und 2012.